# Guntur
Guntur (en hindi: गुंटूर ) es una localidad de la India, centro administrativo del distrito de Guntur, estado de Andhra Pradesh.

## Etimología
La primera referencia a Guntur fue durante el período de Ammaraja I (922-929 d. C.), el Vengi del Rey oriente Chalukyan. También tiene su aparición en otras dos inscripciones fechadas del año 1.147 a. C. y 1158 d. C.[14] En Sánscrito, el nombre de Guntur fue referido como Garthapuri, que se traduce en el tanque del pueblo durante la ocupación francesa.[15]

## Historia
La referencia más antigua registrada de Guntur proviene de las placas de Idern Ammaraja I (922-929 d. C.), el rey Vengi Chalukyan. [Cita requerida] El astrónomo francés Pierre Janssen observó el eclipse solar del 18 de agosto de 1868 y descubrió el helio, de Guntur en el Estado de Madrás India británica.[16][17] Las piedras inscripciones en el templo en Agastyeshwara 'Naga de Lipi' (una antigua escritura) data de alrededor del año 1100. Se considera uno de los templos más famosos de la ciudad. Se dice que el Agastya fue construido por el templo en la última era de Treta alrededor del Lingam del swayambhu y por lo tanto tiene este nombre. El 'nagas' se dice que ha gobernado la región en ese momento. La región ha sido históricamente conocido por el budismo y la primera ceremonia de Kalachakra realizado por el propio Buda Gautama.[18] El lugar de Sitanagaram y las cuevas de Guttikonda se hace la referencia en los textos antiguos (puranas védicos) que se remontan a la era de Treta y Dwapara Yuga (tradicional escala de tiempo:hace 1,7 a 0,5 millones de años,Ref)[19].

### Período medieval
Con la llegada de los europeos la ciudad alcanzó la importancia nacional e internacional. La francesa cambió su sede a partir de aquí Kondavid Fort en 1752, probablemente debido a la amplia disponibilidad de agua debido a los dos grandes tanques. Este asentamiento formó el núcleo de la ciudad moderna. El Nizams y Hyder Ali también gobernó la ciudad hasta que quedó bajo los británicos en 1788. Se hizo la sede de un distrito que lleva su nombre que fue abolida en 1859, sólo para ser reconstituido en 1904. La ciudad se convirtió rápidamente en un importante mercado para los productos agrícolas de los alrededores debido a la apertura de la línea ferroviaria en 1890. la expansión continuó la post-independencia, así y se concentró en lo que ahora se llama "New Guntur", con muchas zonas urbanas, como Brodipet, Arundalpet y las áreas suburbanas como Pattabhipuram, Chandramouli Nagar, Sita Rama Nagar, los jardines de Brindavan, etc.

## Geografía

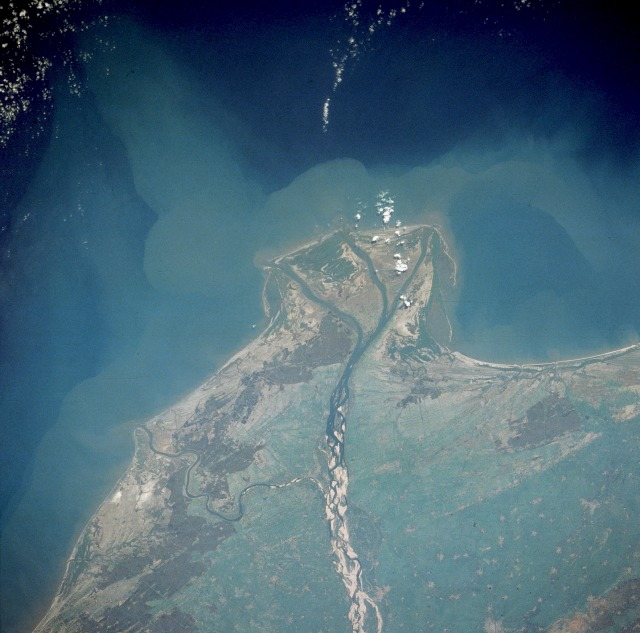
Imagen satelital de Guntur

Se encuentra a una altitud de 35 m s. n. m. a 268 km de la capital estatal, Hyderabad, en la zona horaria UTC +5:30.

## Demografía
Según el censo de 2011 la población de Guntur era de 670073 habitantes, de los cuales 331435 eran hombres y 338638 eran mujeres. Guntur tiene una tasa media de alfabetización del 80,40%, superior a la media estatal del 67,02%: la alfabetización masculina es del 85,74%, y la alfabetización femenina del 75,21%.